# Cerianthus filiformis
Cerianthus filiformis är en korallart som beskrevs av Oscar Henrik Carlgren 1893. Cerianthus filiformis ingår i släktet Cerianthus och familjen Cerianthidae. Inga underarter finns listade i Catalogue of Life.

## Bildgalleri

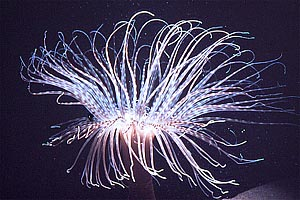